# Leplaea cedrata
Leplaea cedrata är en tvåhjärtbladig växtart som först beskrevs av Auguste Jean Baptiste Chevalier, och fick sitt nu gällande namn av E.J.M.Koenen & J.J.de Wilde. Leplaea cedrata ingår i släktet Leplaea och familjen Meliaceae. Inga underarter finns listade i Catalogue of Life.